# ツール・ド・フランス1995
| 第82回 ツール・ド・フランス 1995 | 第82回 ツール・ド・フランス 1995           |
| -------------------------------- | ------------------------------------------ |
| 全行程                           | 20区間, 3398 km                            |
| 総合優勝                         | ミゲル・インドゥライン 92時間44分59秒      |
| 2位                              | アレックス・ツェーレ +4分35秒              |
| 3位                              | ビャルヌ・リース +6分47秒                  |
| 4位                              | ローラン・ジャラベール +8分24秒            |
| 5位                              | イバン・ゴッティ +11分34秒                 |
| ポイント賞                       | ローラン・ジャラベール 333ポイント         |
| 2位                              | ジャモリディネ・アブドヤパロフ 271ポイント |
| 3位                              | ミゲル・インドゥライン 180ポイント         |
| 山岳賞                           | リシャール・ビランク 438ポイント           |
| 2位                              | クラウディオ・キアプッチ 241ポイント       |
| 3位                              | アレックス・ツェーレ 205ポイント           |

ツール・ド・フランス1995はツール・ド・フランスとしては82回目の大会。1995年7月1日から7月23日まで、プロローグと全20ステージで行われた。

## コース概要
この年は例年通りのコース設定で、9ステージ＋休養日＋6ステージ＋休養日＋6ステージという組み合わせ。
グランデパールはブリュターニュ地方のサン＝ブリユーで、ここから東に向かい、第6～8ステージはベルギーで行われた。
第2週早々にラルプ・デュエズが登場。アルプスステージをこなした後ピレネーステージへ移行する。第3週でピレネーを降り、最終日前日にヴァシヴィエール湖での個人タイムトライアルでマイヨ・ジョーヌが決まる。

## みどころ
当年はジロ・デ・イタリアに出場せず、前人未到のツール5連覇達成に照準を絞ってきた王者・ミゲル・インドゥライン。前年大会は終盤で思った以上に苦戦を強いられ、今大会も新たな勢力ともいうべき選手たちの追撃を受けそうだが、安定感はやはり随一。5連覇へ向けて不安はないと見られた。
対するは、インドゥライン不在のジロを初めて制し、ダブルツールに王手をかけたトニー・ロミンゲル。今大会は出場しないとはいえ、前年のツールでは終盤、インドゥラインを圧倒したピョートル・ウグルモフに完勝してここに挑んできた。
一方、前年4位と健闘した世界チャンピオンのリュク・ルブランを擁するル・グルップマンはスポンサーが破産状態に陥ったため出場不能となり、これを穴埋めする形でエリック・ツァベル率いるチームテレコム（6人）とネルソン・ロドリゲスを擁するZGモビーリ（3人）が混成チームによって出場するという珍事が発生した。

## 今大会の概要
途中から豪雨に見舞われたサン＝ブリユーでのプロローグでは前半に出走し勝負をかけた一発屋のジャッキー・デュランが優勝する一方、前年に続き優勝を狙ったボードマンは雨中にもかかわらず無謀な勝負に出て転倒、骨折してたった2分でツールを去るという波乱の幕開けとなった。
序盤はスプリンターたちの影に隠れていた感のあったインドゥラインだが、アルデンヌクラシックと同じコースを使った第7ステージで突然の奇襲。唯一食らいついたヨハン・ブリュイネールを除いて全ての選手に50秒の差をつけるというこれまでに無い走りを見せた。第8ステージの個人タイムトライアルを制し、予定通りともいう形でここでマイヨを奪った。総合2位には区間でも2位だったビャルヌ・リース。
第9ステージからはアルプスステージ。第9ステージでは、アレックス・ツェーレが区間優勝。インドゥラインは2分20秒差の同2位だったが、ロミンゲルがこの区間だけでインドゥラインに遅れること4分3秒差の区間7位と完敗。リースもまた、同じくインドゥラインに5分35秒差をつけられる。総合では首位インドゥラインに対し、2分27秒差でツェーレが続くも、同3位のリースは5分58秒差、同4位のロミンゲルは6分35秒の差がついてしまう。
第10ステージはラルプ・デュエズがゴールのツールの定番ともいうべきステージ。さすがに力のある選手同士が火花を散らすシーンが再三に亘って展開されていくが、マルコ・パンターニがインドゥラインに1分24秒の差をつけて区間制覇。ツェーレ、リースもほぼインドゥラインに続く。しかしロミンゲルはここでもインドゥラインに1分38秒の差をつけられ、この時点でインドゥラインに対して8分19秒差。早くも、総合優勝を狙うには厳しいタイム差になってきた。
第12ステージで、ローラン・ジャラベールのアタックが見事に決まる。途中で合流したマウリのアシストもあり、ジャラベールはトップのインドゥラインに3分35秒差の総合3位まで浮上した。
ピレネーステージに入った第14ステージはパンターニが快勝。2位集団にいたインドゥライン、ツェーレ、リースといった面々はほぼ同じようなタイム差で続いた。しかしジャラベールは2位集団に遅れること約1分。またロミンゲルはこのステージでもインドゥラインらに2分以上の差をつけられ、総合ではインドゥラインに12分3秒差の8位。ここでほぼ圏外に去った。
第15ステージは6つの峠を超える今大会の難関ステージだったが、ビランクが全ての峠でトップに立って区間優勝を果たす。しかしインドゥラインはしっかりとツェーレらを抑え切り、ここで決着をつけた。華やかな山岳ステージではあったが、ここで大きな悲劇が発生した。34km地点、ポルテ・ダスペ峠の下りで集団落車が発生。モトローラチームでランス・アームストロングのアシストを務めていたバルセロナ五輪金メダリスト、ファビオ・カサルテッリがコンクリート製の車止めに激突して死亡したほか、崖下に転落した数名が重傷を負った。このため第16ステージは追悼走行となり、モトローラの選手を先頭に時速30km前後で走行し、全員終始アタックをすることなく一団となって走った。ゴール目前でモトローラチームの6人が隊列から先行する形で離れ横一列となってゴールを通過し、残る選手も続いてひとかたまりで入線した。総合成績上本ステージは全員同タイムで終了したものとして取り扱われた一方、レース成績は公式に認められる運びとなり、このステージの各ポイントにかけられていた賞金はモトローラチームが獲得しカサルテッリ夫人に寄贈された。さらに第18ステージではアームストロングによる大逃げが決まり、カサルテッリに捧げるステージ優勝を果たした。
インドゥラインは第19ステージの個人タイムトライアルも制し、ここに史上初のツール・ド・フランス5連覇を達成した。

## その後
- インドゥラインはこの年の世界自転車選手権個人タイムトライアルも制した。

- グランツールの一つである、ブエルタ・ア・エスパーニャが当年より9月開催に移行。ジロ→ツール→ブエルタという形が確立した。

## 総合成績
| 順位 | 選手名                       | 国籍       | チーム        | 時間        |
| ---- | ---------------------------- | ---------- | ------------- | ----------- |
| 1    | ミゲル・インドゥライン       | スペイン   | バネスト      | 92h 44' 59" |
| 2    | アレックス・ツェーレ         | スイス     | オンセ        | 4' 35"      |
| 3    | ビャルヌ・リース             | デンマーク | Gewiss-Ballan | 6' 47"      |
| 4    | ローラン・ジャラベール       | フランス   | オンセ        | 8' 24"      |
| 5    | イヴァン・ゴッティ           | イタリア   | Gewiss-Ballan | 11' 33"     |
| 6    | メルチョル・マウリ           | スペイン   | オンセ        | 15' 20"     |
| 7    | フェルナンド・エスカルティン | スペイン   | マペイ        | 15' 49"     |
| 8    | トニー・ロミンゲル           | スイス     | マペイ        | 16' 46"     |
| 9    | リシャール・ビランク         | フランス   | フェスティナ  | 17' 31"     |
| 10   | ヘルマン・ブエナオラ         | コロンビア | ケルメ        | 18' 50"     |
| 11   | クラウディオ・キアプッチ     | イタリア   |               | 18' 55"     |
| 12   | ローラン・マドゥーア         | フランス   |               | 20' 37"     |
| 13   | マルコ・パンターニ           | イタリア   |               | 26' 20"     |
| 14   | パオロ・ランフランキ         | イタリア   |               | 29' 41"     |
| 15   | ブルーノ・チェンギアルタ     | イタリア   |               | 29' 55"     |
| 16   | アルバロ・メヒア             | コロンビア |               | 33' 40"     |
| 17   | ボー・ハンブルガー           | デンマーク |               | 34' 49"     |
| 18   | ビアチェスラフ・エキモフ     | ロシア     |               | 39' 51"     |
| 19   | ローラン・デュフォー         | スイス     |               | 45' 55"     |
| 20   | エリック・ブロイキンク       | オランダ   |               | 47' 27"     |